# Biblioteca Digitală din Valencia
Biblioteca Digitală din Valencia (Bivaldi) este un depozit cu acces deschis care își propune să digitalizeze lucrările importante ale patrimoniului bibliografic din Valencia, pentru a facilita conservarea și difuzarea acestora. Proiectul a început în anul 2001 și a fost dezvoltat de Biblioteca Valenciana. 

## Caracteristici
În Biblioteca Digitală din Valencia se găsesc lucrările literare și științifice din Valencia, cele mai relevante și semnificative, precum și cele care sunt de interes pentru dezvoltarea cercetării științifice asupra literaturii și a patrimoniului Cultural  din Valencia. 
Biblioteca Digitală din Valencia permite consultarea nu numai a lucrărilor digitalizate dar și transcrieri, traduceri, bibliografii, studii de specialitate privind unele lucrări și imprimatele lor, biografii de autori. De asemenea, antreul "Bibliotecas de autor" oferă mai multe secțiuni concentrându-se pe studiul autorilor proeminenți și intelectuali valencieni (Ausias March, Vicente Blasco Ibánez, Joan Lluís Vives, Gregorio Mayans, printre altele). 
În aceste cazuri, acesta a încercat să compileze informații biografice, studii ale propriilor lor opere și lucrări ale acestor autori. Biblioteca Digitală din Valencia participă la proiecte naționale, cum ar fi Biblioteca Virtual del Patrimonio Bibliográfico, Hispana sau internaționale cum ar fi La Biblioteca Digital Europea (Europeana). În prezent, Biblioteca are aproape 6.000 de lucrări și documente, care acoperă perioada cuprinsă între secolul al XIII-lea și al XXI-lea. 
Bivaldi foloseste aplicația DigiBib, bazată pe administrarea al înregistrărilor bibliografice, adaptată la cerințele  de MARC 21, XML, RDF Dublin Core, METS, EDM 5.2.4 (Europeana de date model) și LOD (Linked Open Data).